# ليلة الرغائب
ليلة الرغائب هي أول ليلة جمعة من شهر رجب، والتي تنسب إليها الصلاة المسماة بصلاة الرغائب، وقد كان ظهورها سنة: 480 هـ، ولم تكن معروفة قبل هذا التاريخ، وأما الصلاة المخصوصة في ليلة النصف من شعبان والتي ظهرت سنة: 448 هـ فقد تسمى صلاة الرغائب أيضا، إلا أن أول ليلة جمعة من شهر رجب هي التي اشتهرت بهذا الاسم باشتهار نسبة صلاة الرغائب إليها، وقد ذكرت في بعض كتب الشيعة أنها أول ليلة جمعة من رجب، ويروى فيها حديث يذكر ضمن هذه الكتب في فضيلة صلاة الرغائب فيها، وأما عند أهل السنة والجماعة فلم يثبت فيها حديث صحيح ولا حسن، والحديث الذي يروى فيها لم يثبت رفعه، بل هو موضوع أو ضعيف، فليس لهذه الليلة فضيلة تخصها، وللعلماء تفاصيل حول تخصيص ليلة الرغائب بما هو من فضائل الأعمال، إلا أن أهم ما يذكر منها هو الصلاة المخصوصة فيها، وهي التي تسمى صلاة الرغائب فيما بين مغرب وعشاء، في أول ليلة جمعة من شهر رجب.

## تاريخ التسمية
لم تكن ليلة الرغائب معروفة في القرون الأولى من التاريخ الإسلامي، ومن ثم فإنها لم تذكر في كتب العلماء المتقدمين؛ لأنها لم توجد أصلا، وإنما كان ظهور ما يسمى بـ ليلة الرغائب في القرن الخامس الهجري، وكان ظهورها في فترتين من القرن الخامس الهجري، في الفترة الأولى سنة ثمان وأربعين وأربعمائة من الهجرة ظهرت في بيت المقدس صلاة أقيمت جماعة في ليلة النصف من شعبان، ولم تكن معروفة عند أهل بيت المقدس قبل سنة: 448 هـ، وذلك حين قدم على أهل بيت المقدس رجل من نابلس يعرف بـ ابن أبي الحمراء وكان حسن التلاوة فقام يصلي في المسجد الأقصى ليلة النصف من شعبان، وتجمع الناس خلفه وشاعت هذه الصلاة في المسجد وانتشرت في المسجد الأقصى وبيوت الناس ومنازلهم، وفي هذه المرحلة عرفت ليلة الرغائب بالصلاة التي تصلى في ليلة النصف من شعبان، والتي كانت تسمى بـ صلاة الرغائب في ليلة النصف من شعبان، وهذا ما كان عليه الحال في ذلك الوقت، وفي الفترة الثانية سنة: ثمانين وأربعمائة من الهجرة النبوية ظهرت في بيت المقدس إقامة صلاة في أول جمعة من شهر رجب وسميت بعد ذلك صلاة الرغائب، أي: الصلاة المخصوصة في ليلة الرغائب التي هي أول ليلة جمعة من شهر رجب، وقد يطلق عليها: صلاة رجب، أو الصلاة في أول رجب، أو في أول ليلة من رجب، والمقصود في كل واحد وهو صلاة الرغائب في أول ليلة جمعة من شهر رجب، حيث لم تظهر إلا بعد سنة: 480 هـ.
واشتهر بين الناس في تسمية صلاة الرغائب أنها هي التي تصلي بين العشائين ليلة أول جمعة في شهر رجب، والرغائب جمع رغبة وهي العطاء الكثير، ومنه قول الشاعر: وإلى الذي يعطى الرغائب فارغب، وفي حديث ابن عمر رضى الله عنهما: أن لا تدع ركعتي الفجر فإن فيهما الرغائب، قال شمر الرغائب ما يرغب فيه الواحدة رغيبة يعني الثواب العظيم.
قال أبو شامة المقدسي: «وأصلها ما حكاه الطرطوشي في كتابه، وأخبرني به أبو محمد المقدسي قال: لم يكن عندنا في بيت المقدس قط صلاة الرغائب هذه التي تصلي في رجب وشعبان، وأول ما حدثت عندنا في سنة: ثمان وأربعين وأربعمائة: قدم علينا في بيت المقدس رجل من نابلس يعرف بـ ابن أبي الحمراء -وكان حسن التلاوة- فقام يصلي في المسجد الأقصى ليلة النصف من شعبان، فأحرم خلفه رجل، ثم انضاف إليهما ثالث ورابع فما ختمها إلا وهم جماعة كثيرة، ثم جاء في العام القابل فصلى معه خلق كثير وشاعت في المسجد وانتشرت الصلاة في المسجد الأقصى وبيوت الناس ومنازلهم، ثم استقرت كأنها سنة إلى يومنا هذا».
وروى عنه أيضا: «قال: وأما صلاة رجب فلم تحدث عندنا ببيت المقدس إلا بعد سنة: ثمانين وأربعمائة وما كنا رأيناها ولا سمعنا بها قبل ذلك أخبرناه الشيخ قال أنا الفقيه أبو الطاهر قال أخبرنا الإمام أبو بكر الطرطوشي فذكره قلت أبو محمد هذا أظنه عبد العزيز بن أحمد بن إبراهيم المقدسي روى عنه مكي بن عبد السلام الزميلي الشهيد ووصفه بالشيخ الثقة والله أعلم».
والاشتراك بين أول ليلة جمعة من شهر رجب وليلة النصف من شعبان يظهر من حيث أن صلاة الرغائب قد تطلق على الصلاة المخصوصة في هذا أو ذاك، لذا فإن البعض عبر عنها بأنها في ليلة النصف من شعبان، أو في ليلة أول جمعة من رجب، من غير تفصيل، ولكن أكثر ما ذكره المحققون خصوصا في العصور المتأخرة تعريف ليلة الرغائب بالنسبة إلى الصلاة فيها -وهي صلاة الرغائب- بأنها: ليلة أول جمعة من شهر رجب، قال ابن عابدين نقلا عن حاشية الأشباه للحموي في صلاة الرغائب: هي التي في رجب في أول ليلة جمعة منه. قال: قال ابن الحاج في المدخل: وقد حدثت بعد أربعمائة وثمانين من الهجرة، وقد صنف العلماء كتبا في إنكارها وذمها وتسفيه فاعلها، ولا يغتر بكثرة الفاعلين لها في كثير من الأمصار. ا هـ. وليلة براءة هي ليلة النصف من شعبان.

## الأحكام الشرعية
لا يمكن الحكم على الأشياء إلا بعد تمام التعرف عليها وعلى خصائصها، ومن ثم فإن إحياء ليلة الرغائب مما يحتاج في معرفة حكمه الشرعي إلى معرفة ما هي الأمور التي تكون فيها، أو ما هي الأشياء التي يكون فعلها في هذه الليلة، ومن خلال ذلك يمكن عرض هذه الأمور على معايير الشرع وقواعده، وذلك أن المشروعات تنسب للشرع لأنها في جميع الأحوال تكون مستمدة من الشرع، إما بدليل صريح، أو قياسا على أدلة الشرع وقواعده العامة، فإذا كان إحياء هذه الليلة بالعبادة والعمل الصالح فإن العبادة من حيث هي قوام الدين قال الله تعالى: ﴿وما خلقت الجن والإنس إلا ليعبدون﴾، لكن الله يحب أن يعبد كما يريد هو أن يعبد، بطريق اتباع الشرع، لا كما يريد المتعبد، بمعنى: أن لازم العبادة أن تكون موافقه للشرع، وألا تخالف أصلا من أصوله، وهي إما أن تثبت بنص شرعي يدل عليها، أو تكون داخلة تحت قاعدة شرعية عامة.

### إحياء ليلة الرغائب
إحياء ليلة الرغائب من حيث هو قد يكون بالأعمال الصالحة أو غيرها، ويظهر من خلال تاريخ حدوث هذه التسمية في القرن الخامس الهجري أن إحياء هذه الليلة بدء بالصلاة في جماعة بين العشائين وهي التي تسمى صلاة الرغائب، وصوم يوم الخميس قبلها، بالإضافة إلى الأذكار والأدعية، وبعد مرور الوقت استحدث الناس أمورا مخالفة للشرع، وهو ما قوبل بالإنكار عليه، وحاصل ما يمكن قوله في إحياء ليلة الرغائب التي هي أول ليلة جمعة من شهر رجب حسب ما جاء فيها حيث يوجد في مصادر من كتب الشيعة ما يدل على تخصيص ليلة أول جمعة من شهر رجب، ويذكر في مصادر للشيعة حديث استندوا عليه في هذا التخصيص مفاده: أنه يكون بصوم أول خميس من شهر رجب، فإذا انتهى يوم الصوم ودخلت بعده أول ليلة جمعة من شهر رجب؛ تصلى صلاة الرغائب اثنتي عشرة ركعة، ويذكر معها الفضيلة المتعلقة بذلك، وأما عند أهل السنة والجماعة فإن صوم يوم الخميس من حيث هو مستحب، سواء في أول رجب أو في غيره، فلا مزية في التخصيص، واتفق أهل السنة والجماعة على أنه لم يثبت حديث صحيح في أول ليلة جمعة من رجب على وجه التخصيص، والمعيار في ذلك أن ما هو مخالف للشرع فهو مردود، فمن الليالي المستحب إحياؤها ليلة العيدين، والنصف من شعبان، والعشر الأواخر من رمضان، والأول من ذي الحجة، ذكره في الدر المختار وقال: ويكون بكل عبادة تعم الليل أو أكثره.

### النهي تخصيص ليلة الجمعة بصلاة من بين الليالي
ثبت في الحديث النهي عن تعمد تخصيص ليلة الجمعة بصلاة من بين الليالي، بمعنى: أن يخص ليلة الجمعة بالصلاة فيها دون سائر الليالي، أما الصلاة لا على وجه التخصيص كالتي اعتاد أن يصليها في بقية الليالي، أو يصليها بحسب فراغه ونشاطه؛ فلا تدخل في النهي؛ لعدم التخصيص في ذلك، وقد ورد النهي في الحديث الذي رواه مسلم في صحيحه بلفظ: «لا تخصوا ليلة الجمعة بقيام»، وفسر القيام بمعنى: الصلاة، ويدل عليه الروايات الأخرى بلفظ: «صلاة» بدلا من لفظ: «قيام»، ومنها: ما رواه عبد الرزاق في مصنفه: «عن معمر عن أيوب عن ابن سيرين قال: كان أبو الدرداء يحيي ليلة الجمعة، ويصوم يومها، وأتاه سلمان، وكان النبي صلى الله عليه وسلم آخى بينهما، فنام عنده، فأراد أبو الدرداء أن يقوم ليلته، فقام إليه سلمان فلم يدعه حتى نام وأفطر قال: فجاء أبو الدرداء النبي صلى الله عليه وسلم فأخبره، فقال النبي صلى الله عليه وسلم: «عويمر سلمان أعلم منك لا تخص ليلة الجمعة بصلاة، ولا يومها بصيام»». وذكر النووي معنى هذا في رياض الصالحين بعنوان: «باب كراهة تخصيص يوم الجمعة بصيام أو ليلتها بصلاة من بين الليالي»،
قال الشهاب الرملي في شرح المنهاج للنووي: «ويكره تخصيص ليلة الجمعة بقيام أي صلاة لخبر: «لا تخصوا ليلة الجمعة بقيام من بين الليالي»، وأفهم كلامه عدم كراهة إحيائها مضمومة لما قبلها أو بعدها وهو نظير ما ذكروه في صومها، وهو كذلك، وتخصيصهم ليلة الجمعة بذلك مشعر بعدم كراهة تخصيص غيرها وهو كذلك، وإن قال الأذرعي فيه وقفة، أما إحياؤها بغير صلاة فغير مكروه كما أفاده الوالد رحمه الله تعالى لا سيما بالصلاة والسلام على سيدنا رسول الله صلى الله عليه وسلم فإن ذلك مطلوب فيها».

## الصلاة
صلاة الرغائب في أول ليلة جمعة من شهر رجب، هي اثني عشرة ركعة يفصل بين كل ركعتين بتسليمة، تصلى ما بين مغرب وعشاء، وقد اختلف العلماء في حكمها، ففي مصادر من كتب الشيعة يذكر استحباب إحياء هذه الليلة بالصلاة وغيرها، ووقع الخلاف أيضا عند أهل السنة والجماعة في بعض التفاصيل المتعلقة بها، وذلك أنهم اتفقوا على عدم ثبوت الحديث الذي ورد ذكرها فيه، وأنه لم يثبت فيها حديث صحيح ولا حسن، قال أبو شامة نقلا عن ابن الصلاح قوله: «والحديث الوارد بها بعينها وخصوصها ضعيف ساقط الإسناد عند أهل الحديث، ثم منهم من يقول هو موضوع وذلك الذي نظنه، ومنهم من يقتصر على وصفه بالضعف»، ويمكن تلخيص حكم هذه الصلاة في قولين:
- الأول:

أنه لم يثبت في صلاة الرغائب في أول ليلة جمعة من شهر رجب حديث تقوم به حجة، فهي صلاة مستحدثة ويجوز فعلها، والصلاة من حيث هي عبادة وقربة لا ينكر عليها لذاتها، بل بسبب مخالفة الشرع، وهذه الصلاة ليس فيها مخالفة للشرع؛ لدخولها ضمن فضائل الأعمال، فلا يمتنع فعلها لاندراجها في العمومات، حيث يكون دخولها تحت مطلق الأمر الوارد في الكتاب والسنة بمطلق الصلاة فهي مستحبة بعمومات نصوص الشريعة منها حديث: «الصلاة نور» وحديث: «خير أعمالكم الصلاة» وغير ذلك فصارت كسائر التطوعات التي ينشئها الإنسان من قبل نفسه، وأما النهي عن تخصيص ليلة الجمعة بصلاة من بين سائر الليالي في الحديث الذي رواه مسلم؛ فلا يشمل هذه الصلاة؛ لأنها تدخل ضمن عموم إحياء ما بين مغرب وعشاء، وهو مستحب في سائر الليالي، كما أن الصلاة عبادة وهي من فضائل الأعمال ولا إنكار على من أراد أن يصلي، وهذا لا يعني إقرار المخالفات التي تفعل في ليلة الرغائب. وقد ذكرها أبو حامد الغزالي في الإحياء ضمن النوافل المستحبة، وقال: «فهذه صلاة مستحبة وإنما أوردناها في هذا القسم لأنها تتكرر بتكرر السنين وإن كانت رتبتها لا تبلغ رتبة التراويح وصلاة العيد؛ لأن هذه الصلاة نقلها الآحاد، ولكني رأيت أهل القدس بأجمعهم يواظبون عليها ولا يسمحون بتركها فأحببت إيرادها».
وقد سئل ابن الصلاح عن هذه الصلاة فأجاب عنها في فتواه بقوله: «حديثها موضوع على رسول الله صلى الله عليه وسلم، وهي بدعة حدثت بعد أربعمائة سنة من الهجرة، ظهرت بالشام وانتشرت في سائر البلاد ولا بأس بأن يصلها الأنسان بناء على أن إحياء فيما بين العشائين مستحب كل ليلة ولا بأس بالجماعة في النوافل مطلقا أما أن تتخذ الجماعة فيها سنة وتتخذ هذه الصلاة من شعائر الدين الظاهرة فهذه من البدع المنكرة، ولكن ما أسرع الناس إلى البدع والله أعلم».
وفي فتوى أخرى له قال: «وليس لليلتها تفضيل على أشباهها من ليالي الجمع وأما ليلة النصف من شعبان فلها فضيله وإحياؤها بالعبادة مستحب ولكن على الانفراد من غير جماعة واتخاذ الناس لها وليلة الرغائب موسما وشعارا بدعة منكرة وما يزيدونه فيهما على الحاجة والعادة من الوقيد ونحوه فغير موافق للشريعة والألفية التي تصلي في ليلة النصف لا أصل لها ولا أشباهها ومن العجب حرص الناس على المبتدع في هاتين الليلتين وتقصيرهم في المؤكدات الثابتة عن رسول الله صلى الله عليه وسلم، والله المستعان، والله أعلم»، وقال أبو شامة نقلا عنه أيضا: وقرأت في تأليف آخر له جمعة في سنة سبع وثلاثين وستمائة فصلا حسنا في هذا قال هذه الصلاة شاعت بين الناس بعد المائة الرابعة ولم تكن تعرف، وقد قيل أن منشأها من بيت المقدس صانه الله تعالى، والحديث الوارد بها بعينها وخصوصها ضعيف ساقط الإسناد عند أهل الحديث، ثم منهم من يقول هو موضوع وذلك الذي نظنه، ومنهم من يقتصر على وصفه بالضعف، قال: ولا تستفاد له صحة من ذكر رزين بن معاوية أياه في كتابه في تجريد الصحاح ولا من ذكر صاحب الإحياء له فيه واعتماده عليه لكثرة ما فيهما من الحديث الضعيف وإيراد رزين له في مثل كتابه من العجب.
- القول الثاني:

أن صلاة الرغائب في أول ليلة جمعة من شهر رجب لم يثبت الحديث الذي يروى فيها بخصوصها، وتعمد تخصيص هذه الصلاة في هذه الليلة مكروه؛ لأن تعمد تخصيص ليلة الجمعة بالصلاة فيها من بين سائر الليالي يعد مكروها، والكراهة لا ترجع إلى العبادة، وإنما الكراهة في تعمد تخصيص هذا الوقت بالصلاة فيه من بين سائر الأوقات، والكراهة عند علماء أصول الفقه تطلق على التنزيه، ولا تدخل هذه الصلاة في عمومات نصوص الشريعة الدالة على الجواز؛ لأنه ورد النهي بدليل أخص منه وهو حديث: «لا تخصوا ليلة الجمعة..» الحديث، وقد ذكر علماء مصطلح الحديث جواز العمل بالحديث الضعيف في فضائل الأعمال بشروط، منها: دخوله تحت العمومات بشرط ألا يقوم دليل على المنع منه أخص من تلك العمومات،
واستدلوا على الحكم بالكراهة بما ورد في الحديث الدال على كراهة صوم يوم الجمعة، حيث يكره تعمد إفراد يوم الجمعة بصوم؛ لحديث أبي هريرة «لا تصوموا يوم الجمعة إلا وقبله يوم أو بعده يوم» متفق عليه، والنهي عن تعمد تخصيص ليلة الجمعة بالصلاة من بين سائر الليالي في رواية مسلم بلفظ: «لا تختصوا ليلة الجمعة بقيام من بين الليالي، ولا تختصوا يوم الجمعة بصيام من بين الأيام إلا أن يكون في صوم يصومه أحدكم.» فهذه الصلاة في أول ليلة جمعة من رجب هي ليلة جمعة، وقد ورد في الحديث النهي عن تعمد تخصيص ليلة الجمعة بعبادة من بين سائر الليالي، والنهي في الحديث للكراهة، قال ابن مفلح في الفروع: «قال في شرح مسلم: فيه النهي عن تخصيص ليلة الجمعة بصلاة، وهو متفق على كراهته، قال: واحتج به العلماء على كراهة صلاة الرغائب».
قال ابن عابدين: «مطلب في صلاة الرغائب»، قال في البحر: «ومن هنا يعلم كراهة الاجتماع على صلاة الرغائب التي تفعل في رجب في أولى جمعة منه وأنها بدعة، وما يحتاله أهل الروم من نذرها لتخرج عن النفل والكراهة فباطل». ا هـ
قلت: وصرح بذلك في البزازية كما سيذكره الشارح آخر الباب، وقد بسط الكلام عليها شارحا المنية، وصرحا بأن ما روي فيها باطل موضوع، وبسطا الكلام فيها خصوصا في الحلية وللعلامة نور الدين المقدسي فيها تصنيف حسن سماه ردع الراغب، عن صلاة الرغائب، أحاط فيه بغالب كلام المتقدمين والمتأخرين من علماء المذاهب الأربعة.
- ملاحظة: في بعض النسخ: ردع الراغب عن صلاة الرغائب، ولعله خطأ أو تصحيف، والصواب: ردع الراغب عن الجمع في صلاة الرغائب.[13]

## الاجتماع لصلاة الرغائب
لم يثبت دليل شرعي على اجتماع الناس في صلاة الرغائب على إمام واحد، وإنما حدث الاجتماع بعد القرن الرابع الهجري، وذكر في شرح تنوير الأبصار كراهة الاجتماع لصلاة النفل إلا في ليالي رمضان، قال في متن تنوير الأبصار: «ولا يصلي الوتر والتطوع بجماعة خارج رمضان»، قال في الشرح: أي: يكره ذلك على سبيل التداعي، بأن يقتدي أربعة بواحد كما في الدرر، ولا خلاف في صحة الاقتداء إذ لا مانع نهر. وفي الأشباه عن البزازية: يكره الاقتداء في صلاة رغائب وبراءة وقدر، إلا إذا قال نذرت كذا ركعة بهذا الإمام جماعة. ا هـ. قلت: وتتمة عبارة البزازية من الإمامة، ولا ينبغي أن يتكلف كل هذا التكليف لأمر مكروه. وفي التتارخانية: لو لم ينو الإمامة لا كراهة على الإمام فليحفظ. قال ابن عابدين: مطلب في كراهة الاقتداء في النفل على سبيل التداعي وفي صلاة الرغائب. وفي كلامه: تخصيص الكراهة في غير رمضان، وأما الجماعة في النفل في غير رمضان فمكروهة، وحكى في القول بالكراهة خلافا، ونقل عن القدوري في الخلاصة عدم الكراهة، وأنه يمكن أن يقال: الظاهر أن الجماعة فيه غير مستحبة، ثم إن كان ذلك أحيانا كما فعل عمر كان مباحا غير مكروه، وإن كان على سبيل المواظبة كان بدعة مكروهة لأنه خلاف المتوارث. ونقل عن حاشية البحر للرملي: أن الوتر نفل والنفل بالجماعة غير مستحب لأنه لم تفعله الصحابة في غير رمضان ا هـ قال: وهو كالصريح في أنها كراهة تنزيه تأمل.

## وصلات داخلية
- الصلاة
- الفقة
- الفقة المالكي
- الفقة الحنبلي
- الفقة الشافعي
- الفقة الحنفي